# 楊崇本
楊 崇本（よう すうほん、? - 915年）は、唐末から五代十国時代初期の武人。岐王李茂貞の仮子。

## 生涯
幼い頃に李茂貞の仮子となり、李継徽（り けいき）と改名した。乾寧3年（896年）に天雄軍節度使、乾寧4年（897年）に静難軍節度使となり、邠州に遷った。
天復元年（901年）、急速な勢力拡大を遂げた李茂貞に対して、他の節度使が激しく反発し、朱全忠が李茂貞の打倒へ動き出した。朱全忠に邠州を攻められ、李継徽は怖れて降伏し、姓名を楊崇本に戻した。
ところが、朱全忠は楊崇本の妻に手をつけた。悲しみ憤る妻は夫に「あなたは妻も守れないのか、私は朱全忠の女になった、もう生きたくない」と叱責した。恥辱と憤りによって楊崇本は再び背いて李茂貞を頼り、姓名を李継徽に戻し、李茂貞や王建と共に朱全忠に対抗した。天祐3年（906年）、鳳翔府・邠州・涇州などの軍隊を率いて朱全忠の部将と戦ったが、大敗した。
天復14年12月22日（西暦で915年）、子の李彦魯により毒殺された。

## 伝記資料
- 『新五代史』
- 『旧五代史』
- 『資治通鑑』